# Кіліан Ігнац Дінценгофер
Кіліан Ігнац Дінценгофер (нім. Kilian Ignaz Dientzenhofer, 1 вересня 1689, Прага — 12 грудня 1751, там само) — архітектор доби бароко, німець за походженням. Багато і плідно працював у Празі в часи, коли Чехія належала імперії Габсбургів. Мав ранг придворного архітектора.

## Біографія
Народився 1 вересня 1689 року в м. Прага. Кіліан Ігнац був сином відомого архітектора Крістофа Дінценгофера (нім. Christoph Dienzenhofer, 1655—1722).

## Освіта
Початкову освіту отримав у школі єзуїтів на Малій Страні в Празі. Закінчив Празький університет («Клементінум»), де вивчав математику та філософію. Завершив свою освіту подорожжю до імперії Габсбургів (був у Відні) і до північної Італії (Венеція). Після повернення до Праги брався за різні замовлення. Багато чому навчився у батька, закінчував деякі його споруди. Мав «вулканічну» працездатність. Дослідники припускають, що на його доробок вплинули твори різних архітекторів, серед яких Франческо Борроміні, Ян Блажей Сантіні-Айхел, Йоган Лукас фон Гілдебрандт.
Кіліан Ігнац Дінценгофер говорив шістьма мовами.

## Архітектурна практика
Кіліан Ігнац працював як у самій Чехії, так і в Моравії та Сілезії.
Визнаючи освіту архітектора та успіхи в будівництві, австрійський імператор Карл VI у 1730 році надав йому звання придворного архітектора. З 1737 року він отримав посаду головного фортифікатора в Празі.
Художня манера архітектора спокійніша, він використовував менш ускладнені плани, ніж його попередник Ян Блажей Сантіні-Айхел, що особливо помітно в його заміських палацах. Центричність, притаманна більшості споруд архітектора, дозволяла йому вибудовувавати черговий об'єкт навіть на невеликих, незручних для будівництва ділянках (костел святого Яна Непомуцького на Скалці, Прага)
Після смерті архітектора його посади успадкував празький архітектор і помічник Ансельмо Лураго (1701—1765).

## Приклади планових рішень Кіліана Ігнаца

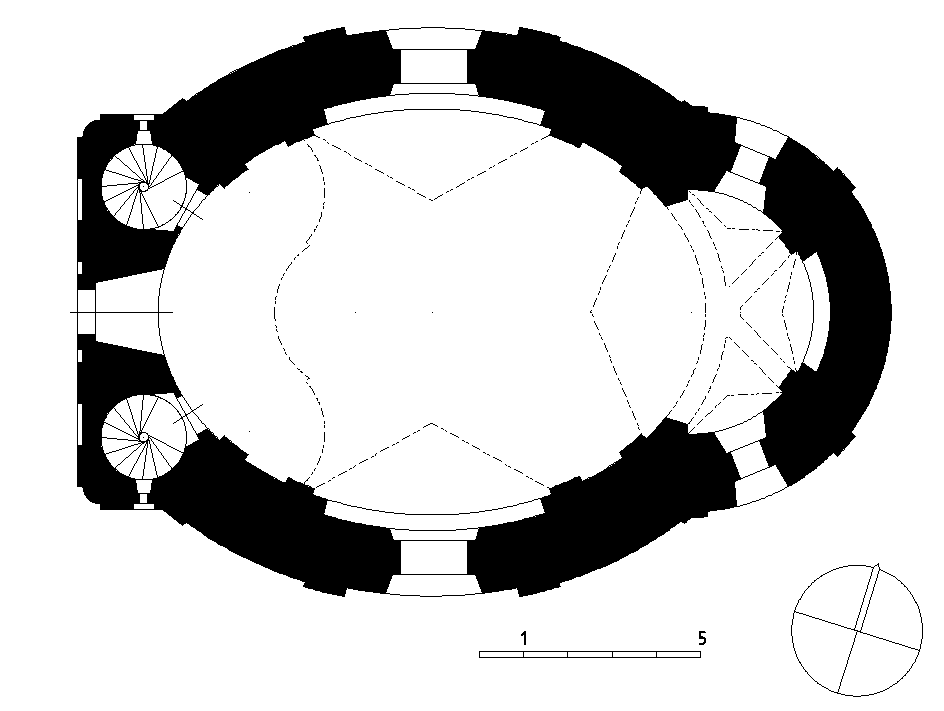
Костел Св. Петра, Веленка
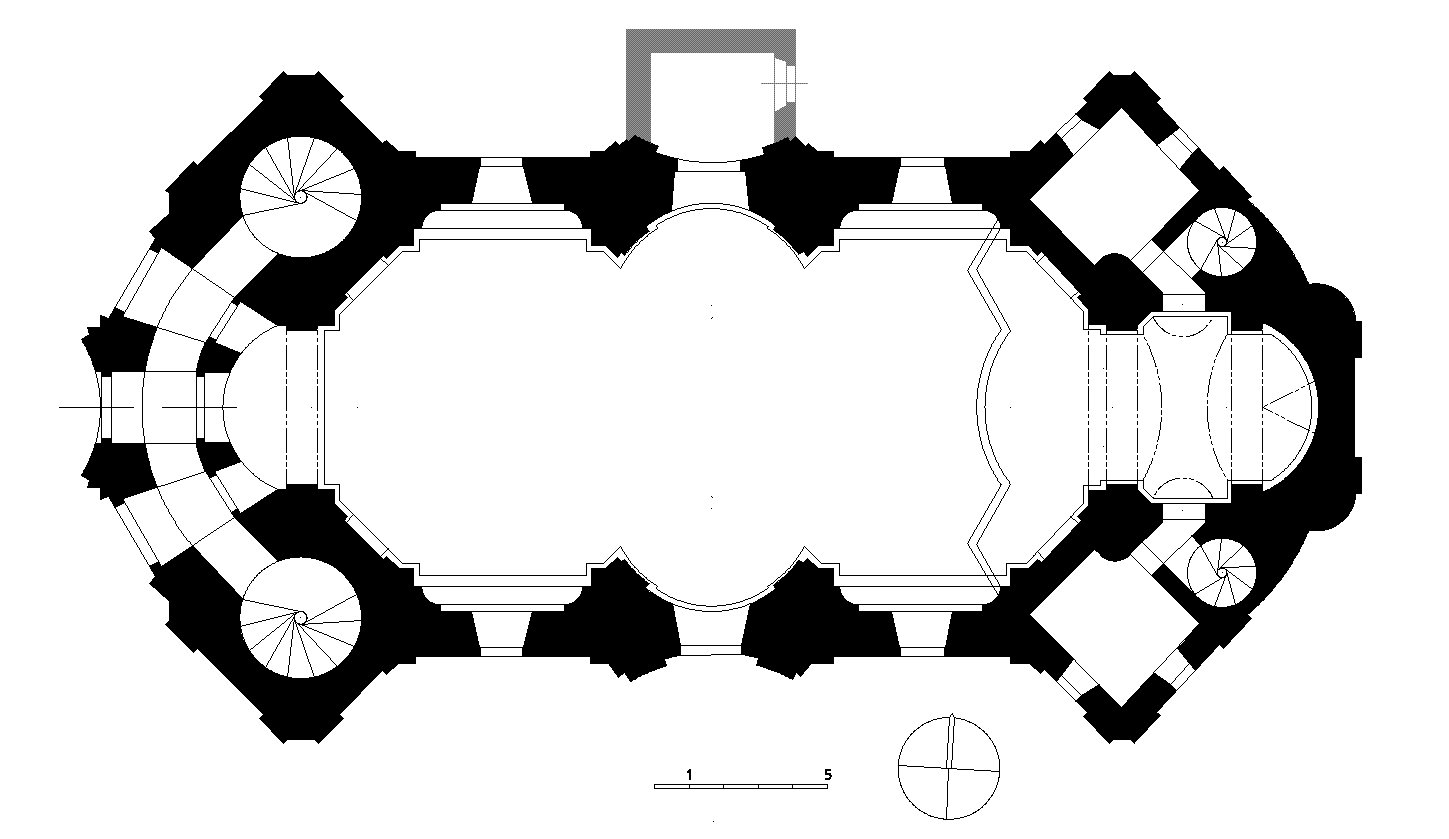
Костел Св. Маркети, Шонов, Чехія
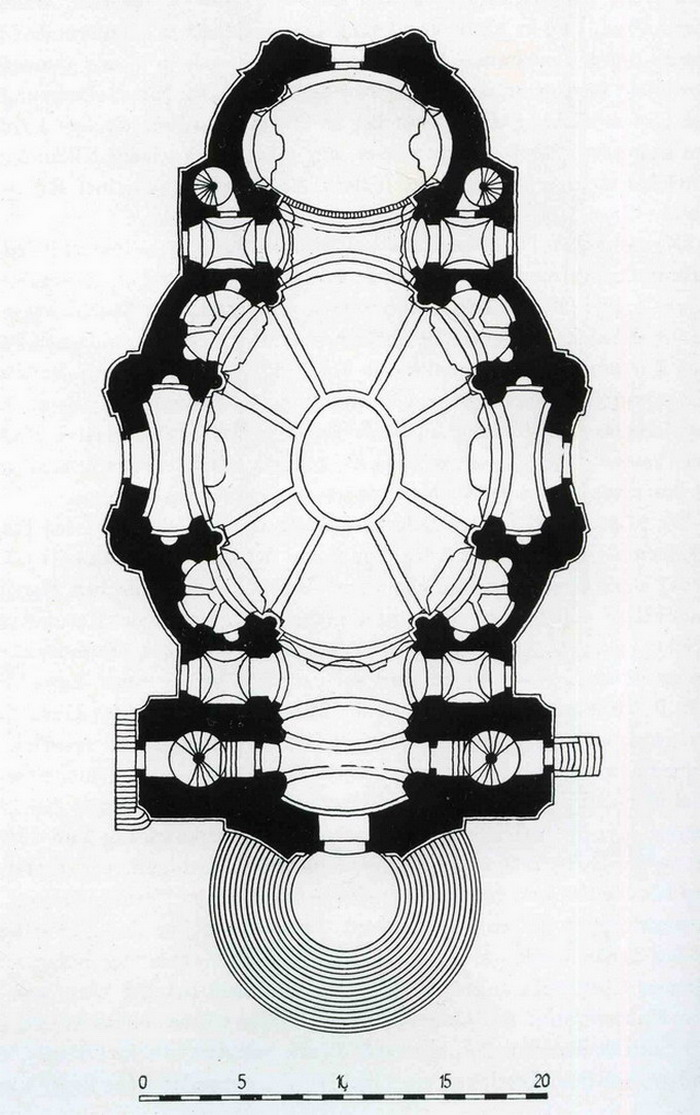
Костел св. Марії Магдалини, 1731, Карлови Вари.
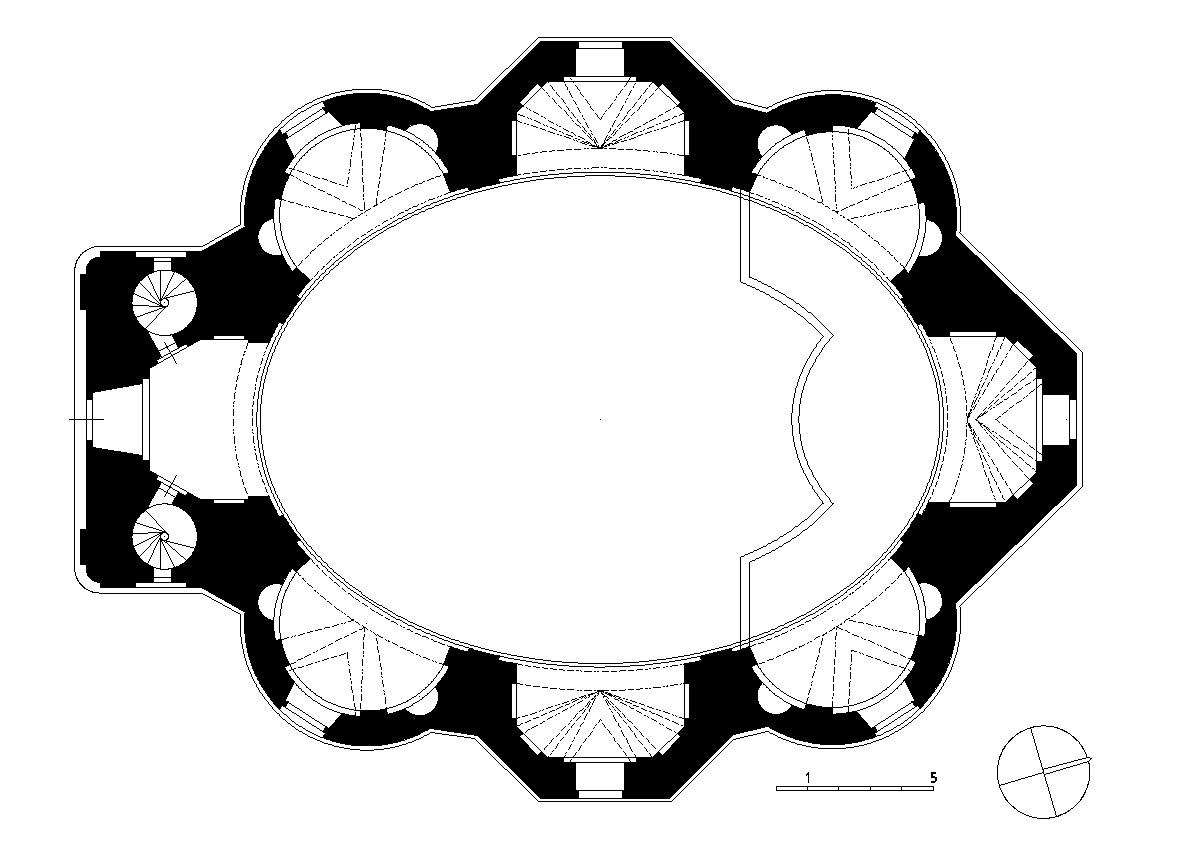
Костел св. Варвари, Отовиці
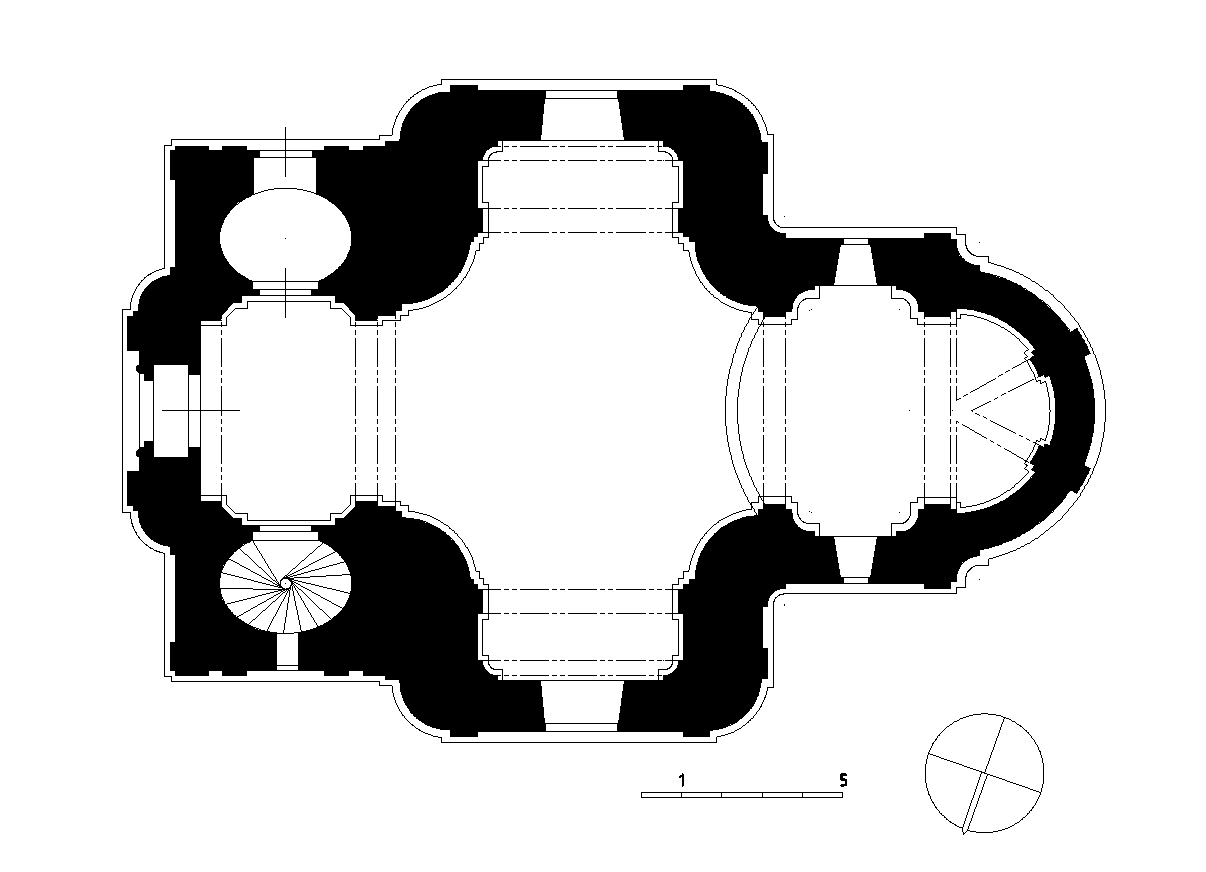
Костел св. Вацлава,  Броунов

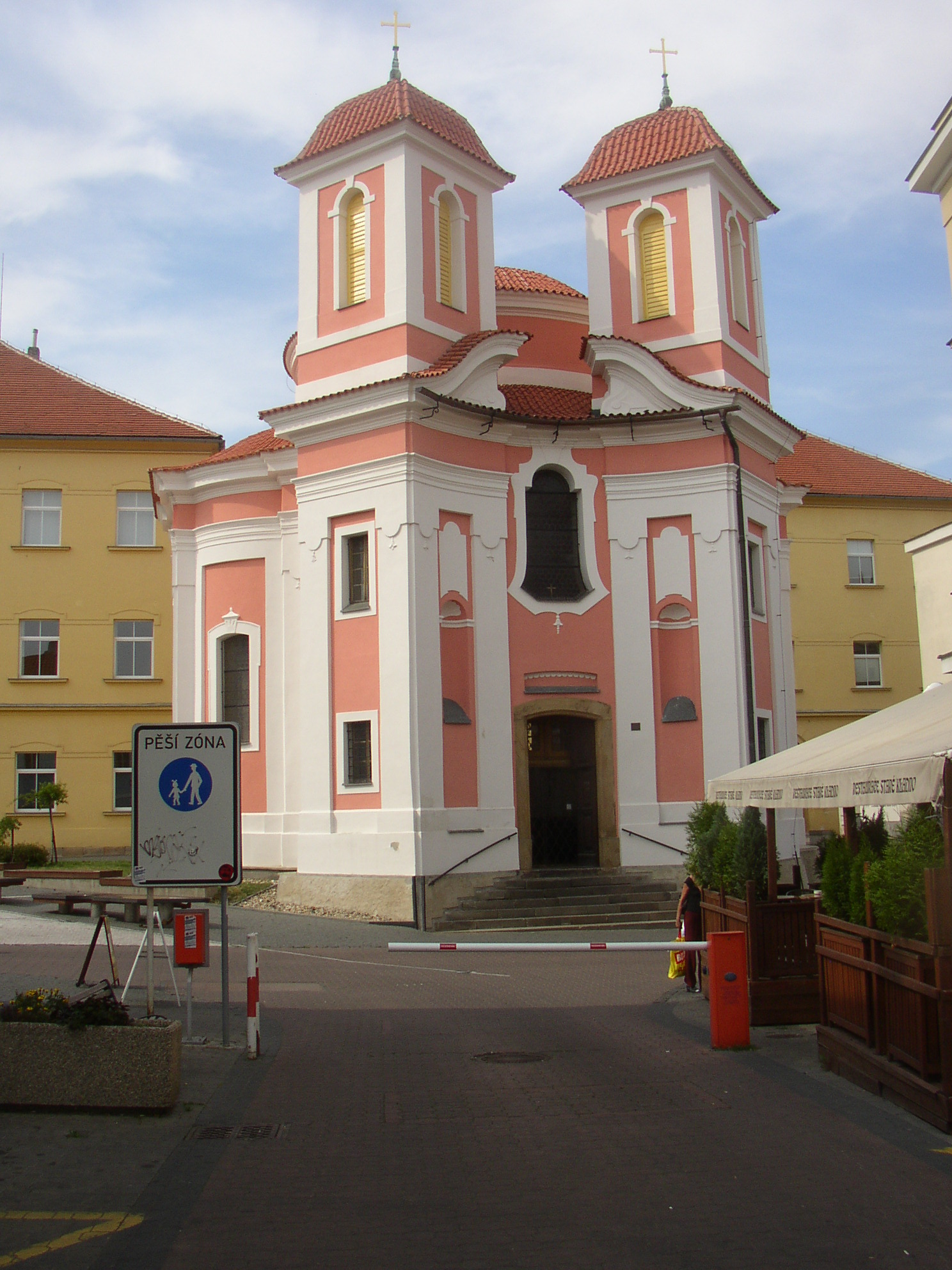
костел Св. Флоріана, Кладно

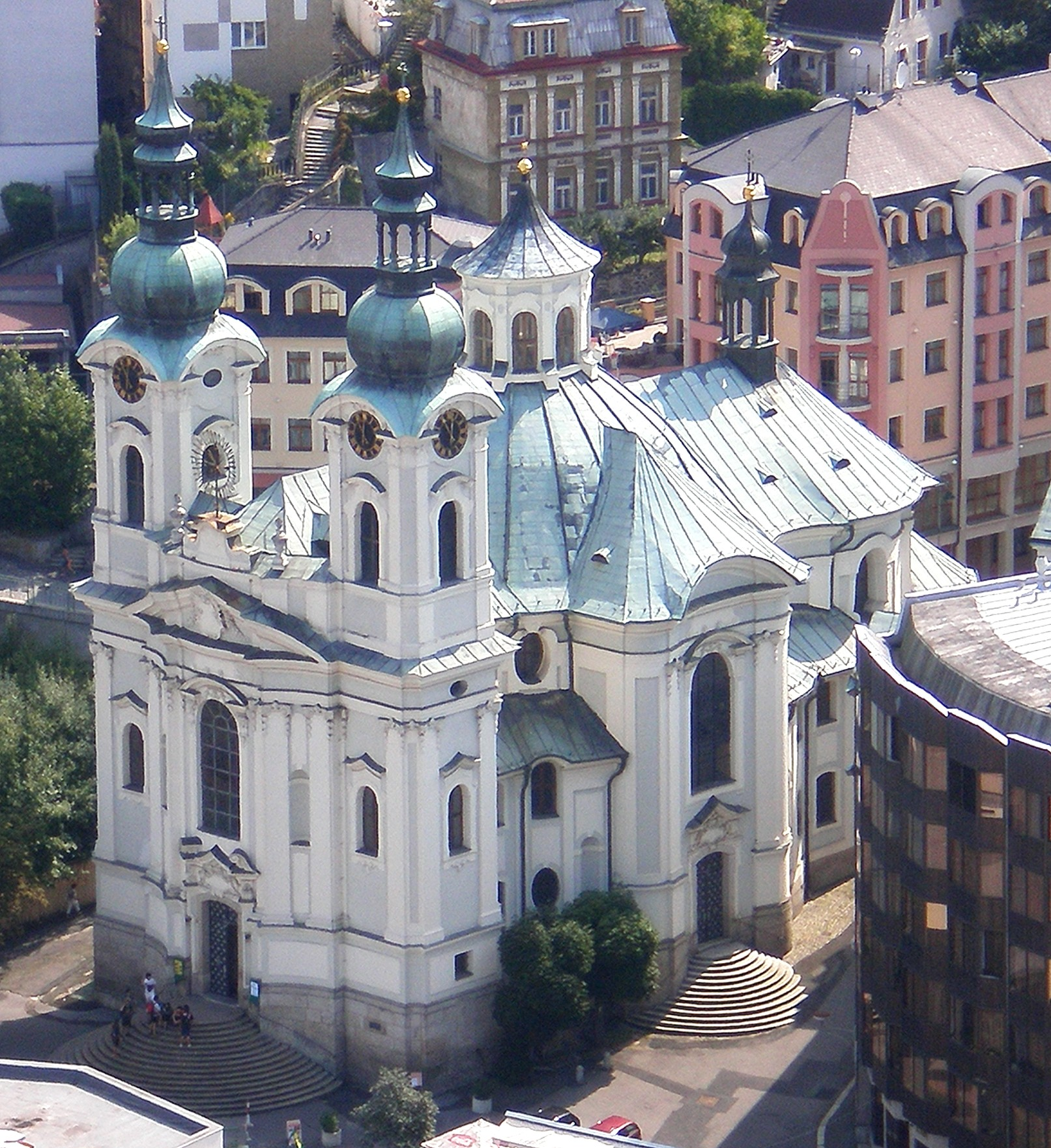
костел св. Магдалини, Карлові Вари

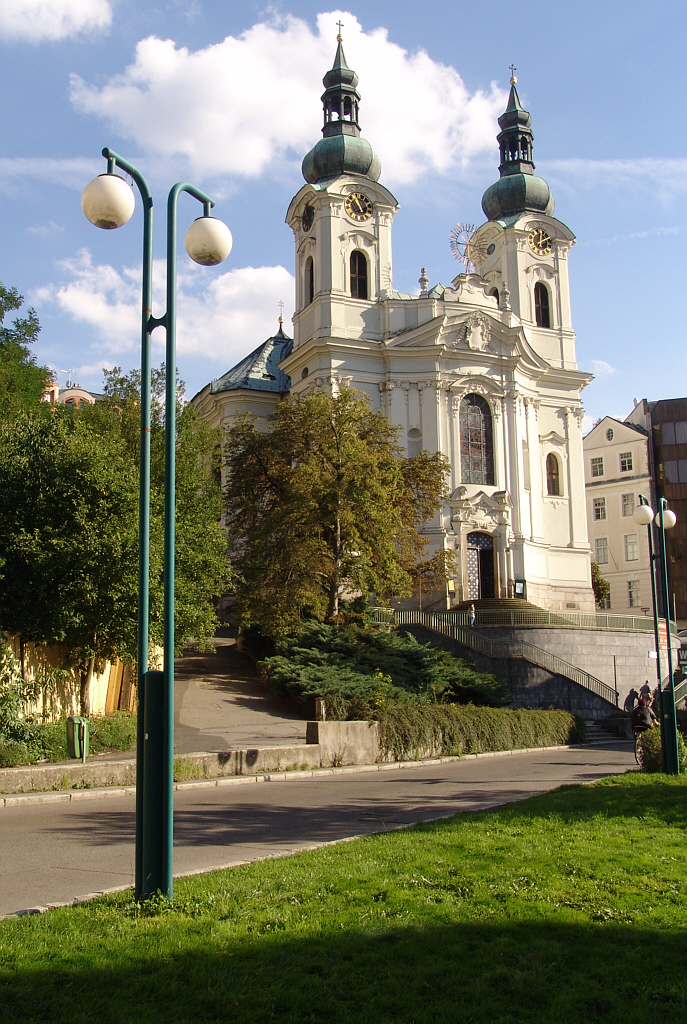
костел Св. Ядвіги, Легніцке Поле

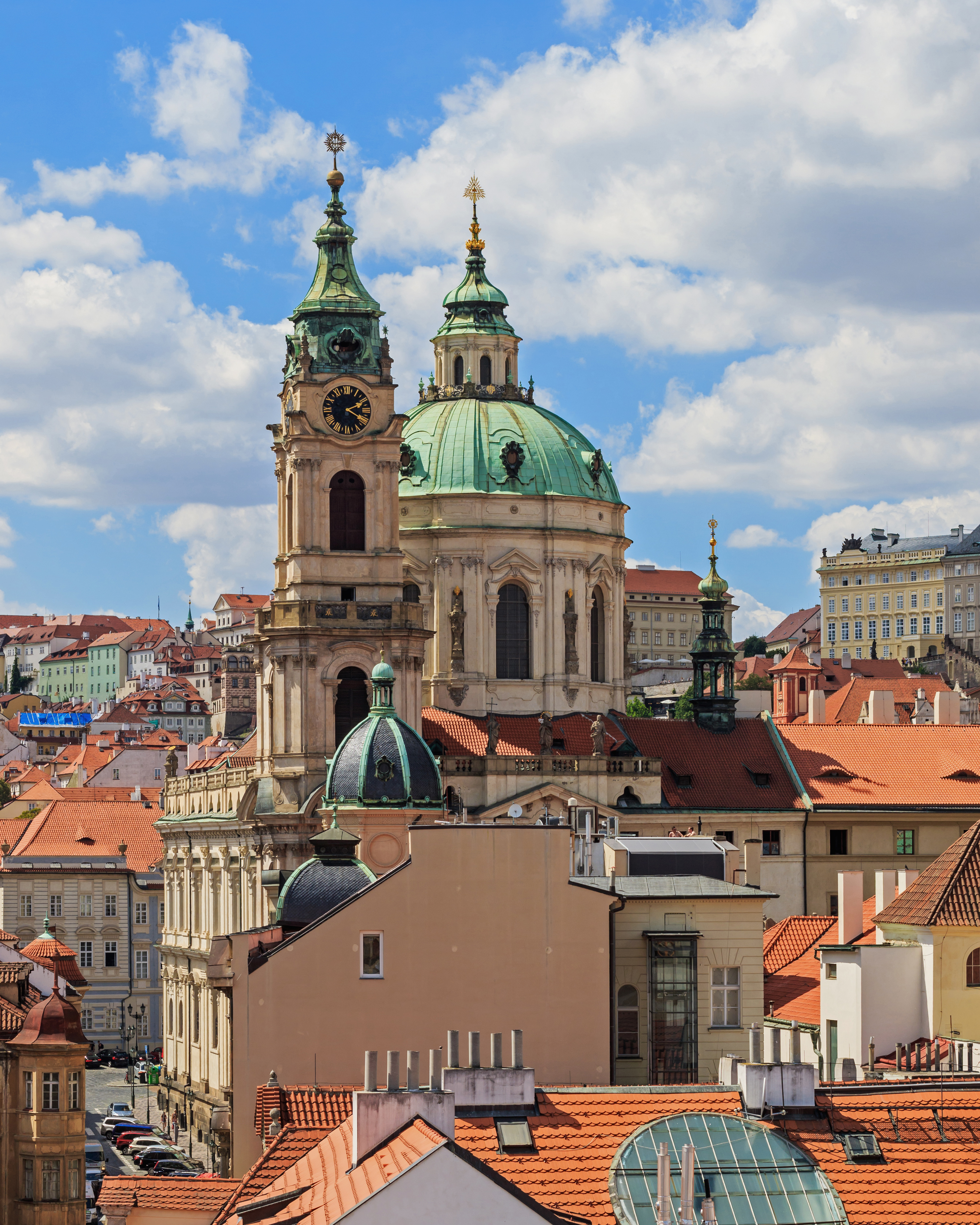
Костел св. Миколая на Малій Страні, Прага, починав батько, завершив син Дінценгофер

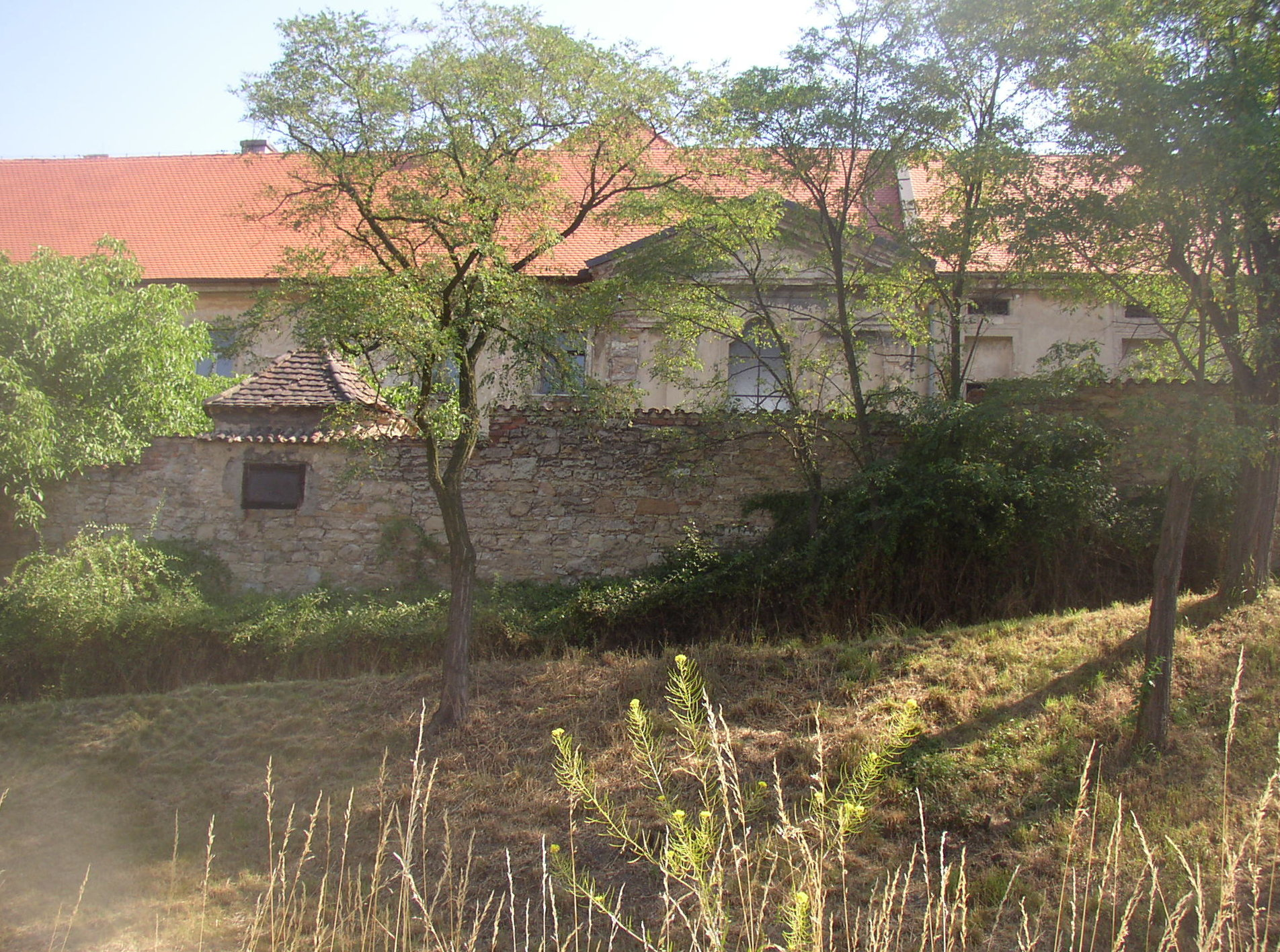
заміський палац Хрдлі

## Вибрані твори
- заміська вілла «Америка»
- палац Гольц-Кінських, Старомеська площа (разом з Ансельмо Лураго)
- палац Сільва-Тарокка, Прага
- заміський палац Хрдлі
- Бенедиктинський монастир, Вальштадт, Сілезія
- костел оо. міноритів, М. Егер, нині Угорщина
- костел св. Яна Непомуцького, Празький Град (1720—1729)
- монастир оо. бенедиктинців, Броунов
- костел святого Томи, Прага (1723—1731)
- костел Яна Непомуцького на скелі, Прага (1730—1739)
- ц-ва свв. Кирила і Мефодія, Новий Град Праги (1730)
- костел св. Миколая, Староместська площа (1732—1735)
- костел Св. Миколая, Мала Страна (1737—1752, можливо, споруду розпочав у 1703 році його батько)
- Портгеймка, Прага
- костел святої Катерини, Новий Град (Нове Місто, Прага; 1738—1741, разом із Франтішеком Максиміліаном Канькою)
- ц-ва св. Марії, Біла гора.
- костел Марії Магдалини, Карлови Вари
- костел св. Флоріана, Кладно
- костел св. Ядвіги, Легніцке Поле

## Два шлюби
Кіліан Ігнац Дінценгофер мав два шлюби. Вперше вінчався в 1719 р., з першою дружиною Сесіль мав десятеро дітей. Після смерті першої дружини вінчався вдруге в 1729 р., Анна Тереза Гендрихова народила ще тринадцятеро дітей.

## Вшанування
На честь архітектора та його батька названо астероїд 5318 Дінценгофер.